# Acoso sexual en Chile
El acoso sexual en Chile es la existencia en Chile de requerimientos de carácter sexual realizados sin el consentimiento de la otra persona.

## Acoso sexual en el trabajo

### Legislación
La ley que lo reglamenta es la Ley N° 20.005, publicada el 18 de marzo de 2005 y que modificó el Código del Trabajo (artículo 2).
Existe el acoso vertical, que es cuando el denunciado es el empleador/a. En este caso, la denuncia por acoso sexual deberá ser interpuesta ante la Inspección del Trabajo, la que investigará los hechos. Además, se establece a favor del trabajador afectado la figura del despido indirecto, que consiste en la facultad del trabajador de poner término al contrato de trabajo si el empleador incurriere en falta de probidad al desempeñar sus funciones y ejercer conductas de acoso sexual.
El acoso horizontal, mientras tanto, es cuando las conductas de acoso sexual se presenten entre pares dentro de la empresa.

### Estadísticas
Existen varios estudios respecto al acoso sexual en Chile. Uno de los primeros, realizado en el Gran Santiago en 1993, encuestó a 1200 mujeres trabajadoras, de las cuales un 20% reconoció haber sido víctima de acoso laboral, un 36% tenía casos cercanos y un 84% sabía que había acoso sexual en el trabajo. Otro estudio del Servicio Nacional de la Mujer (Sernam) de 2002 sobre violencia institucional, arrojó que el 63% de los encuestados, hombres y mujeres, consideraba el acoso sexual en el trabajo como un fenómeno habitual en Chile y el 12% de las mujeres entrevistadas reconoció haberlo sufrido.
La Dirección del Trabajo publicó en 2013 que las denuncias por acoso sexual recibidas a nivel nacional habían aumentado en forma constante desde el año 2005, fecha en que entró en vigencia la ley. Un estudio hecho en base al análisis de 154 denuncias de este tipo recibidas el año 2007 en la Región Metropolitana informó que 96,8% de ellas fueron hechas por mujeres. En 41 de los casos analizados (31,1% del total) las trabajadoras habían sufrido efectos en la salud, expresados en depresión, estrés y temor ante la presión del acosador, incapacitándolas para hacer frente a la situación en el trabajo y dificultando su respuesta en otros ámbitos (Carrasco y Vega, 2009).